# Karadromeus gobiensis
Karadromeus gobiensis is een keversoort uit de familie Trachypachidae. De wetenschappelijke naam van de soort is voor het eerst geldig gepubliceerd in 1980 door Ponomarenko.